# Amigo se escribe con H
Amigo se escribe con H es una novela infantil de la escritora ecuatoriana María Fernanda Heredia, publicada en 2003 por Grupo Editorial Norma. La trama sigue la historia de Antonia y H, dos compañeros de escuela que poco a poco se vuelven grandes amigos, pero que ven su relación enfriarse luego de que H consigue una novia.
La novela es una de las obras más destacadas de Heredia. El éxito que alcanzó le permitió darse a conocer a nivel internacional.

## Argumento
Antonia es una niña de 10 años que detesta más que nada dos cosas: los niños y los dentistas. Cuando H, el niño nuevo de la escuela, se muda frente a su casa, siente su espacio personal invadido y trata de que H y su familia se marchen, pero todos sus intentos fracasan. Semanas después empieza a conversar con H de camino a la escuela y poco a poco se vuelven amigos. Un día en que discuten sobre sus temores, H le confiesa que le teme a la memoria. Antonia no lo entiende al principio, pero cuando H la lleva a conocer a su abuela descubre que ella estaba perdiendo la memoria y que H temía con desesperación que su abuela lo olvidara.
H invita a Antonia a su undécimo cumpleaños y le confiesa que le pediría que fuera su novia a la chica que le gustaba. Antonia, que desde hace tiempo se había dado cuenta de que le gustaba H, empieza a imaginar que se trata de ella. Cuando llega la fiesta H se le declara a Andrea, a quien Antonia odiaba por considerarla superficial. Antonia queda devastada y la amistad entre ella y H se enfría. Durante este tiempo se vuelve amiga de el Borja, quien nota los celos que sentía Antonia y le confiesa que él también estaba celoso, pues a él le gustaba Andrea.
Días antes del fin de clases H y Antonia vuelven a hablar. H le cuenta que como premio por sus calificaciones su padre lo enviaría a estudiar a Estados Unidos y que esa sería su última semana en el país. Un día en que Antonia lo ayuda a empacar, H le pide que no lo olvide y ambos terminan llorando al recordar todos los momentos que vivieron juntos. Tiempo después, Antonia encuentra en un bolsillo la única foto que tenía con H y se sienta en un parque a meditar, pidiéndole a H a la distancia que él tampoco se olvide de ella.

## Escritura y publicación

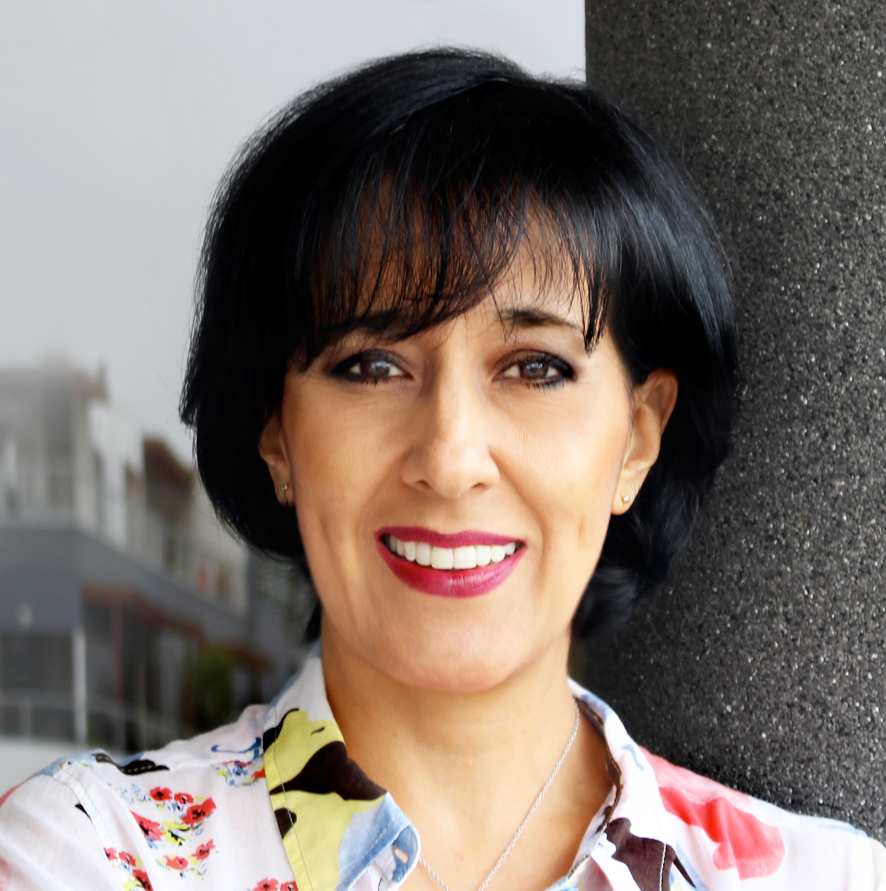
María Fernanda Heredia en 2015

Heredia escribió el libro en 2001, inspirada en un novio imaginario que había inventado de niña, y la presentó a dos editoriales ecuatorianas para su publicación. Sin embargo, ambas rechazaron el texto. La decepción por este hecho la llevó a destruir el manuscrito original de la obra, pero una amiga suya decidió enviar una copia del texto al Concurso Latinoamericano de Literatura Infantil y Juvenil Norma Fundalectura, que en noviembre de 2002 declaró a Amigo se escribe con H como la novela ganadora, de entre 338 obras participantes de autores de 23 países.
La obra fue distribuida por Grupo Editorial Norma a lo largo de Latinoamérica, además de haber sido traducida al portugués. Se convirtió también en el libro más vendido de 2003 de Norma en Ecuador, con alrededor de 10.000 copias vendidas.
A finales de 2003, la novela se hizo acreedora al Premio Nacional Darío Guevara, otorgado por el municipio de Quito a la mejor obra infantil del año.